# ساحل ادامز (ویسکانسین)
ساحل ادامز، ویسکانسین (به انگلیسی: Adams Beach, Wisconsin) یک محدوده ثبت‌نشده در ایالات متحده آمریکا است که در Belle Plaine واقع شده‌است.

## خصوصیات
ساحل ادامز ۲۴۵٫۹۸ متر بالاتر از سطح دریا واقع شده‌است.